# Bima Sakti
Bima Sakti, all'anagrafe Bima Sakti Tukiman (Balikpapan, 23 gennaio 1976), è un allenatore di calcio ed ex calciatore indonesiano, di ruolo centrocampista, ct ad interim della Nazionale indonesiana.

## Carriera

### Club
Bima Sakti Tukiman iniziò a giocare a calcio in alcune formazioni minori del calcio indonesiano. Nella metà degli anni '90, un accordo tra la federazione indonesiana e la Sampdoria lo portò a giocare per un anno nella primavera della squadra italiana: allo stesso modo fecero esperienza nel campionato italiano sia Kurnia Sandy (diventato per una stagione terzo portiere della prima squadra) che Anang Ma'ruf. Dopodiché tornò nel suo paese natio, giocando in diverse squadre del campionato indonesiano. Nella stagione 1999-2000, con la formazione del PSM Makassar ha vinto il campionato della Liga Indonesia (Prima Divisione).
Dal 2005 fa parte del Persema Malang, sempre militante nella massima serie indonesiana.

### Nazionale
Il suo debutto in campo internazionale arrivò il 4 dicembre 1995, all'età di 19 anni, nella sconfitta per 2-1 contro la Thailandia, mentre siglò la prima rete alla sua terza presenza, il 30 ottobre 1996, nella sconfitta per 2-1 contro la Moldavia. Partecipò con l'Indonesia alle qualificazioni per i Mondiali di calcio del 1998 in Francia e del 2002 in Corea del Sud e Giappone, ma in entrambe le occasioni la squadra venne eliminata prima di accedere alla fase finale. In totale, Sakti ha marcato 58 presenze con la Nazionale maggiore e 12 reti: è il secondo calciatore per numero di presenze dietro Kurniawan Dwi Yulianto (primo con 60 presenze).

## Palmarès

### Giocatore
- Campionato di calcio indonesiano: 1

PSM Makassar: 1999-2000